# James Manos, Jr.
James Manos, Jr. (...) è uno sceneggiatore e produttore televisivo statunitense.
Inizia l'attività televisiva come produttore per l'HBO  nel 1993 con The Positively True Adventures of the Alleged Texas Cheerleader-Murdering Mom, film tv che fa incetta di premi, tra cui un Golden Globe al protagonista maschile Beau Bridges.
Manos lavora quindi come co-produttore e sceneggiatore nella prima stagione de I Soprano (1999): vince un Emmy Award nella categoria Migliore sceneggiatura per una serie drammatica assieme al creatore della serie  David Chase (episodio 5, Un conto da saldare).
Produce in seguito due stagioni di The Shield (2002-2003), ma soprattutto crea e produce la serie televisiva  Dexter (basata su personaggi creati da Jeff Lindsay) dal 2006 al 2013.
È anche regista teatrale.